# Cambefortius guineensis
Cambefortius guineensis là một loài bọ cánh cứng trong họ Bọ hung (Scarabaeidae).